# Kuppenbunders
De Kuppenbunders is een Noordbrabants natuurgebied dat onderdeel uitmaakt van de Mortelen en Scheeken dat in bezit is van Het Brabants Landschap. Dit gebied maakt onderdeel uit van het  Nationaal Landschap Het Groene Woud.  
Van oorsprong is het  een vochtig broekbos. Later was het in gebruik voor de teelt van populieren.
In het gebied kunnen diverse slakkensoorten worden aangetroffen zoals de grote regenslak (Alinda biplicata of grote clausilia) en vogelsoorten zoals wespendief, houtsnip, boomvalk en de appelvink. Struiken zijn onder meer hondsroos, Gelderse roos, rode kornoelje, tweestijlige meidoorn en de zeldzame viltroos.
Het gebied is te bereiken vanuit twee bezoekerscentra van Het Groene Woud, de Philips fruittuin in Eindhoven en De Groene Poort in Boxtel.